# Francisco Raval Cruces
Francisco Raval Cruces (1919 - 1997) là một Giám mục người Philippines của Giáo hội Công giáo Rôma. Ông nguyên là Tổng giám mục chính tòa Tổng giáo phận Zamboanga trước khi hồi hưu. Trước khi đến Zamboanga làm Tổng giám mục, ông còn đảm nhận nhiều vị trí khác nhau như Giám mục Phụ tá Tổng giáo phận Lingayen–Dagupa và Giám mục chính tòa Giáo phận Ilagan.

## Tiểu sử
Tổng giám mục Francisco Raval Cruces sinh ngày 29 tháng 9 năm 1919, tại Laoag, thuộc Philippines. Sau quá trình tu học dài hạn tại các cơ sở chủng viện theo quy định của Giáo luật, ngày 25 tháng 3 năm 1944, Phó tế Cruces, 25 tuổi, tiến đến việc được truyền chức linh mục. Tân linh mục là thành viên linh mục đoàn Giáo phận Laoag.
Sau 24 năm thực thi các hoạt động mục vụ trên cương vị một linh mục, ngày 2 tah1ng 4 năm 1968, tin tức từ Tòa Thánh loan báo việc Giáo hoàng đã tuyển chọn linh mục Francisco Raval Cruces, 49 tuổi, gia nhập Giám mục đoàn Công giáo Hoàn vũ, với vị trí được trao phó là Giám mục Phụ tá Tổng giáo phận Lingayen–Dagupa và Giám mục Hiệu tòa Tambeae. Lễ tấn phong cho vị giám mục tân cử được tổ chức sau đó vào ngày 24 tháng 7 cùng năm, với phần nghi thức truyền chính chính yếu được cử hành bởi 3 giáo sĩ cấp cao. Chủ phong cho tân giám mục là Tổng giám mục Carmine Rocco, Sứ thần Tòa Thánh tại Philippines. Hai vị còn lại, với vai trò phụ phong, gồm có Tổng giám mục Mariano Aspiras Madriaga, Tổng giám mục Lingayen–Dagupa và Giám mục Antonio Lloren Mabutas, Giám mục chính tòa Giáo phận Laoag. Tân giám mục chọn cho mình châm ngôn:Vivet et diligamus alterutrum.
Chỉ hai năm sau khi được bổ nhiệm là Giám mục, Tòa Thánh quyết định thuyên chuyển nhiệm sở đối với Giám mục Cruces, cụ thể, chuyển đến Giáo phận Ilagan với vị trí mới là Giám mục chính tòa. Quyết định nói trên được Tòa Thánh cho công bố cách rộng rãi trên các phương tiện truyền thông vào ngày 4 tháng 3 năm 1970.
Tuy vậy, nhiệm sở của Giám mục Francisco Raval Cruces vẫn chưa ổn định, khi chỉ 3 năm sau khi được thuyên chuyển nhiệm sở, một lần nữa, Tòa Thánh quyết định thuyên chuyển đối với giám mục này, và lần này, Tòa Thánh thăng Giám mục Cruces thành Tổng giám mục, điều chuyển đến nhận nhiệm vụ mới là Tổng giám mục chính tòa Tổng giáo phận Zamboanga. Quyết định được công bố vào ngày 
Sau hơn 20 năm tại Zamboanga, Tổng giám mục Cruces xin từ nhiệm theo quy đính tuổi tác của Giáo luật, và Tòa Thánh chấp thuận vào ngày 7 tháng 12 năm 1994. Ba năm sau đó, Tổng giám mục Francisco Raval Cruces qua đời ngày 4 tháng 10 năm 1997, thọ 78 tuổi.